# Daïra de Djamaa
La daïra de Djamaa est une daïra d'Algérie située dans la wilaya d'El M'Ghair et dont le chef-lieu est la ville éponyme de Djamaa.

## Localisation
La daïra est située au nord-ouest de la wilaya d'El M'Ghair.

## Communes de la daïra
La daïra est composée de quatre communes : Djamaa, M'Rara, Sidi Amrane et Tendla.